# Aidia halleri
Aidia halleri är en måreväxtart som beskrevs av Colin Ernest Ridsdale. Aidia halleri ingår i släktet Aidia och familjen måreväxter. Inga underarter finns listade i Catalogue of Life.